# 1989 (重制版)
《1989 (重制版)》（英語：1989 (Taylor's Version)）是美国创作歌手泰勒·斯威夫特的第4张重錄专辑，為第5張錄音室專輯《1989》（2014年）的重新錄製版本，于2023年10月27日由聯眾唱片发行。泰勒絲於時代巡迴演唱會2023年8月9日的場次宣佈將發行該專輯，是她對前6张录音室专辑的母带所有权改变的反制措施。
《1989 (重制版)》是受到1980年代啟發的合成器流行專輯，特點為快節奏的合成器和打擊樂編排。該專輯包含《1989》豪華版的16首曲目和5首先前未發行的「私藏版」（From the Vault）歌曲。斯威夫特、杰克·安东诺夫和克里斯托弗·罗製作了專輯的大部分歌曲，瑞恩·泰德、诺埃尔·赞卡内拉、歇爾貝克和伊莫珍·希普等人再次參與專輯製作。專輯其他版本的附加曲目有重錄版的《成名機會》電影原聲帶〈Sweeter than Fiction〉（2013年）和肯德里克·拉马尔的〈壞到底〉重混版（2015年）。
樂評人給予《1989 (重制版)》高度評價，讚揚了專輯的製作、斯威夫特的歌聲和私藏版曲目。該專輯在澳大利亞、加拿大、法國、德國、意大利、西班牙和英國當地排行榜名列前茅。該專輯是斯威夫特在美國《告示牌》二百大專輯榜的第13張冠軍專輯，第6張發行首週銷量逾100萬張的專輯，打破此前銷量紀錄。專輯曲目於發行首週在《告示牌》百大單曲榜前10佔7，其中私藏版曲目〈真的結束了嗎？〉、〈我們再也不聯絡〉和〈蕩婦！〉獨佔前3。2024年，該專輯在Apple Music百大最佳專輯榜排名第18。

## 背景

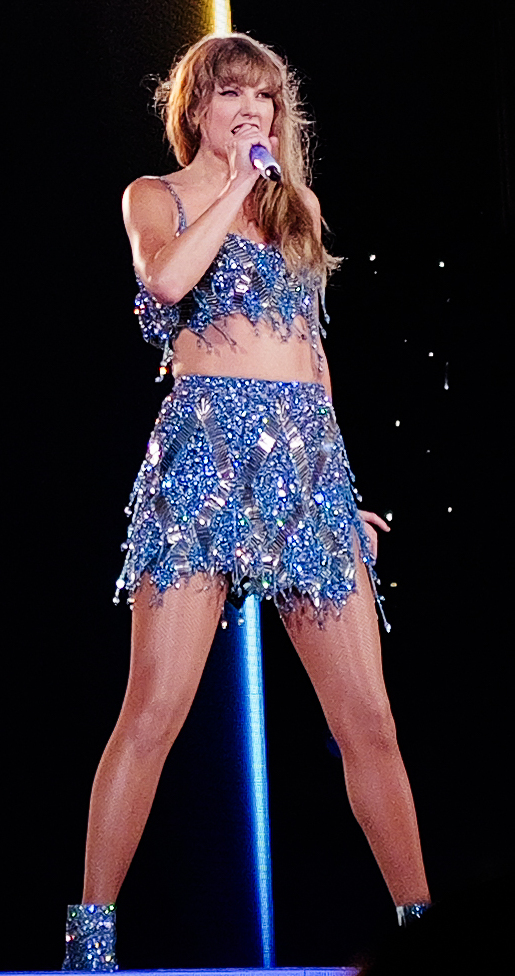
2023年8月9日，斯威夫特在SoFi體育場舉辦的時代巡迴演唱會宣布將發行《1989 (重制版)》

2014年10月27日，泰勒·斯威夫特在大機器唱片發行了她的第5張錄音室專輯《1989》。斯威夫特受1980年代合成器流行音樂的啟發，同時為了重塑她的音樂風格，從前4張專輯的鄉村音樂轉向流行音樂，她構思並創作了《1989》。《1989》獲媒體普遍好評，全球銷量達1000萬張。專輯中的3首單曲〈通通甩掉〉、〈空格〉和〈壞到底〉皆曾於《告示牌》百大單曲榜奪冠。斯威夫特在第58届格莱美奖憑藉《1989》獲格莱美奖年度专辑，為史上首位兩次獲得該獎項的女性歌手（第一次為2010年專輯《放手去爱》）。
斯威夫特與大機器唱片的合約於2018年11月到期，她不久後退出大機器唱片，並與聯眾唱片簽訂新合約，此舉以確保她擁有未來發行作品的母帶所有權。2019年6月，美國音樂製作人斯库特·布劳恩收購了大機器，斯威夫特前6張錄音室專輯（包括《1989》）的母帶所有權也轉移到他手中。2019年8月，斯威夫特公開反對布勞恩的收購，並宣布她將重新錄製前6張錄音室專輯，以擁有這些專輯的母帶所有權。斯威夫特自2020年11月起重新錄製專輯。2021年4月9日，首張重錄專輯《放手去爱 (重制版)》發行，隨後是2021年11月12日發行的《红 (重制版)》和2023年7月7日發行的《爱的告白 (重制版)》，3張專輯均曾在美國《告示牌》二百大專輯榜奪冠。
斯威夫特在發行《1989》重錄專輯之前，先發行了其中部分重錄曲目，這些歌曲標題中皆加上了「重制版」（Taylor's Version）的字樣。〈狂野的梦〉原版於TikTok爆紅後，其重錄版於2021年9月17日發行。部份電影和電視劇也使用了專輯的其他曲目：如電視劇《我變美的那夏天》在2022年5月6日發行的預告片使用〈這樣的愛〉重錄版；動畫電影《DC超級寵物軍團》使用了〈壞到底〉重錄版的片段；動畫電影的預告片則使用了〈脱离困境〉重錄版。2023年8月9日，斯威夫特於時代巡迴演唱會洛杉磯SoFi體育場最後一場演唱會中，身穿五套全新的藍色服裝演出，展現粉絲將藍色與《1989》聯繫起來。斯威夫特在中場的原音版組曲演唱時，宣布《1989 (重制版)》是她下張重錄專輯，並將於2023年10月27日發行，正值《1989》原版發行9週年。

## 創作與錄製

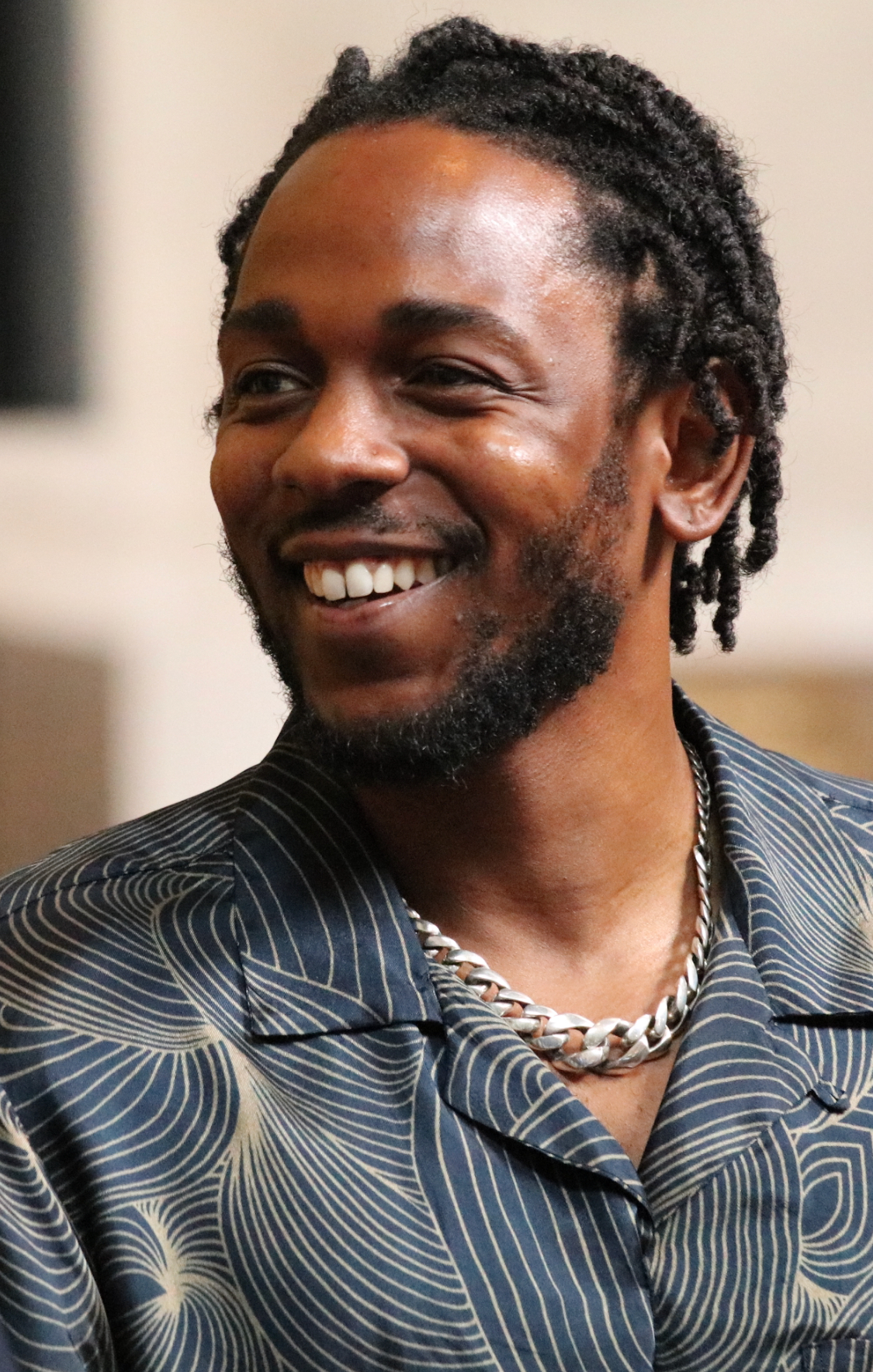
斯威夫特邀请美國饒舌歌手肯德里克·拉马尔（圖）參與專輯附加曲目〈壞到底〉的重混和重錄

《1989 (重制版)》標準版共21首曲目，包括《1989》豪華版的16首重錄曲目和5首私藏版曲目，後者原先是為《1989》而寫，但未放入專輯最終曲目。兩首重錄版附加曲目：美國饒舌歌手肯德里克·拉马尔重混的〈壞到底〉（2015年）、斯威夫特和杰克·安东诺夫為《成名機會》電影原聲帶製作的歌曲〈Sweeter than Fiction〉（2013年），分別於重錄後以不同版本發行。
大部分重錄曲目由斯威夫特和克里斯托弗·罗製作，其餘曲目由原版製作人共同製作，如杰克·安东诺夫、瑞恩·泰德、诺埃尔·赞卡内拉、伊莫珍·希普等。曾與马克斯·马丁一同製作了《1989》多首歌曲的瑞典製作人希尔贝克，與斯威夫特和羅共同創作了〈狂野的梦 (重制版)〉，而马丁則未參與重錄版的製作。除了〈答應別走〉的所有私藏版曲目由斯威夫特和安东诺夫創作並製作，〈答應別走〉由二人與美國詞曲作家戴安·華倫共同創作。

## 詞曲

### 作曲
《1989 (重制版)》是一張合成器流行專輯，由蜿蜒的旋律、汩汩般的合成器和強力的打击乐器組成。《新音乐快递》的評論稱該專輯具有1980年代風格的合成器流行音樂，但也是斯威夫特自身音樂風格的進化，而非對复古风格的「庸俗模仿」。不少樂評人認為《1989》與《1989 (重制版)》的唯一差異是斯威夫特的聲音，其發聲技巧更加豐富強勁。《Clash》的亞歷克斯·貝瑞認為重錄版有更「純潔」的樂器演奏。《偏锋杂志》的喬納森·基夫發現重錄版較原版有些許變化，如〈空白〉的按壓筆聲不太像原版原子筆的彈簧聲、〈新浪漫主义〉的記憶點（hook）歌詞「啊—啊—啊」斷奏效果更明顯、〈脱离困境〉的混響效果更加突出、的吉他音調有所調整等。

### 「私藏版」歌曲
一些樂評人認為5首私藏版歌曲之音樂風格與《1989》密切相關，其製作由混響和電子琴組成，AllMusic稱這些歌曲使他回想起1980年代末的廣播音樂。The Line of Best Fit的凱爾西·巴恩斯提到這些歌曲與原版專輯相似，各自為相異的流行音樂子類型。《綜藝》的克里斯·威爾曼認為私藏版歌曲的製作方面受斯威夫特第10張錄音室專輯《午夜》（2022年）影響。
〈蕩婦！〉代表斯威夫特作為公眾人物所經歷的羞辱，歌詞講述了她引以為傲的浪漫關係，因此並不在意外界的看法。該曲是一首中速的合成器流行曲，特點為合成器的聲音和背景和聲。〈答應別走〉則講述了一段無果而終的戀情，該曲有流行搖滾的製作元素，如獨立的聲樂模式和1980年代風格的鼓點。〈我們再也不聯絡〉是迪斯科曲，由迪斯科的律動和副歌的假聲人聲組成。該曲的歌詞講述了斯威夫特與前男友分手後繼續前行，並揶揄對方的生活方式和品味。
〈鄉野傳奇〉講述斯威夫特渴求一段充滿希望但無果的浪漫關係。該曲由迪斯科節奏和尾奏逐漸消彌的合成器組成，《人物》的傑夫·納爾遜稱其為「強力的，有時又像風鈴」。〈真的結束了嗎？〉講述了一段感情的結束，歌詞提到雙方犯下的錯誤和隨之而來的複雜情感。該曲是電子流行風格的強力謠曲，特點是濃厚的混響、合成器和鼓機的回聲。

## 發行
2023年9月19日，斯威夫特在社群媒體發布了一段短影片，片中展現從藍色保險庫出現的「T-S-!-U-L」字樣，部分媒體和粉絲認為該影片為5首私藏版歌曲之一的預告。此外，斯威夫特與Google搜索合作，推出透過解字謎來揭露私藏版曲目標題的功能。使用者搜尋「泰勒·斯威夫特」即可看到藍色保險庫的動畫畫面，點擊後會出現89個字謎，部分帶有提示。曲目標題會在全球解出共3300萬個字謎後揭露。該功能曾在推出後的數小時內崩潰，其3300萬的目標則於一天內達成。4首私藏版曲目標題隨之揭露，分別為〈真的結束了嗎？〉、〈我們再也不聯絡〉、〈答應別走〉和〈鄉野傳奇〉。斯威夫特展示了含全部曲目的專輯背面，最後一首私藏版曲目標題〈蕩婦！〉（Slut!）也由此得知。
2023年10月27日，聯眾唱片發行《1989 (重制版)》，該專輯為斯威夫特的第四張重錄專輯。專輯提供流媒体、數位下載、黑膠唱片、卡式录音带、CD等格式。標準版有21首歌曲，其中16首是原版專輯的重錄版，5首為「私藏版」歌曲。豪華版於標準版發行的數小時後上架流媒体和數位下載平台，其附加曲目為由肯卓克·拉瑪重混的〈壞到底〉重錄版。該專輯共有14種實體版本，包括5種黑膠唱片版本（其中之一為目標百貨獨家版，附加曲為〈比想像中美妙〉重錄版）、8種CD版本（皆附有折疊海報或照片）和多色卡式录音带版。標準版封面為斯威夫特塗紅色口紅的照面，背景有藍天，遠處有海鷗飛行。《Exclaim!》將該專輯封面列為2023年度第15差封面，批評封面就像是她的粉絲在Canva上隨意創作的，又或看起來像是Instagram的「Toaster」濾鏡。2023年10月27日，环球音乐將〈蕩婦！〉向義大利電台發行。10月31日，聯眾唱片將〈真的結束了嗎？〉以單曲形式向美國當代流行電台發行。

## 專業評價
| 綜合得分       | 綜合得分 |
| 來源           | 評分     |
| -------------- | -------- |
|                | 8.1/10   |
|                | 90/100   |
| 評論得分       |          |
| 來源           | 評分     |
| AllMusic       | [ 35 ]   |
| 《Clash》      | 9/10     |
| 《每日电讯报》 | [ 27 ]   |
| 《衛報》       | [ 26 ]   |
| 《獨立報》     | [ 29 ]   |
| 《新音乐快递》 | [ 28 ]   |
| 《Paste》      | 9/10     |
| Pitchfork      | 7.7/10   |
| 《滾石》       | [ 37 ]   |
| 《泰晤士报》   | [ 64 ]   |

《1989 (重制版)》獲媒體廣泛好評。根據評論聚合網站Metacritic，該專輯獲得90分（滿分100分，共15條評論）的加權平均分，達網站「普遍讚譽」評級。另一個評論聚合網站AnyDecentMusic?根據14條評論給出8.1分（滿分10分）的評分。
多數樂評人讚賞該專輯在製作方面忠於原版。《新音乐快递》的霍莉·杰拉提、《每日电讯报》的尼爾·麥考密克和英國《金融時報》的盧多維克·亨特-蒂爾尼皆認為《1989 (重制版)》是斯威夫特的最佳專輯，亨特-蒂爾尼表示該專輯展示了「高度工程化下的完美流行歌曲」。《泰晤士報》的威爾·霍奇金森稱該專輯為「流行音樂的大師課」，《i》的埃德·鮑爾則認為該專輯「明亮、喧鬧、時髦且朗朗上口」。《滾石》的安吉·馬托喬、《美國詞曲作家》的亞歷克斯·霍珀和Pitchfork的沙德·德索薩認為該重錄專輯證明了原版永不過時的品質。《滾石》英國版的馬克·蘇瑟蘭稱《1989 (重制版)》很可能是2023年最偉大的流行專輯。
樂評人也讚賞斯威夫特的聲音。巴恩斯表示她的聲音較以往強勁且有力。《衛報》的瑞秋·阿羅斯蒂稱斯威夫特的聲音更為豐富和成熟，但又不至於令他分心。貝瑞讚賞斯威夫特以「清晰的發音和強大的影響力」演唱。基夫和霍珀表示斯威夫特成熟的嗓音使這些曲目更具影響力和共鳴感，不過《獨立報》亞當·懷特認為她的嗓音失去了原版專輯的「緊張感」，使重錄版像是「削弱版」的流行經典，但懷特也補充該專輯仍然「無可挑剔的出色」。
私藏版曲目也獲樂評人好評。阿羅斯蒂、馬托喬、鮑爾和霍珀認為這些曲目為專輯添加深度，並展示了斯威夫特的創作才華。貝瑞讚賞私藏版曲目的精美，其展現了斯威夫特強大的寫作和製作能力。《Paste》樂評人伊麗莎白·布拉滕稱私藏版曲目使《1989 (重制版)》成為斯威夫特迄今的最佳重錄專輯，而AllMusic的弗雷德·托馬斯表示私藏版曲目鞏固了斯威夫特作為「永不過時的詞曲作家」的地位。基夫則認為私藏版曲目雖不錯，但並非「主題和美學的真正延伸」。德索薩提到私藏版曲目雖缺乏「原版專輯的力量感和精準度」，但添加了深度和背景。

## 商業表現
《1989 (重制版)》在Spotify最高獲1.76億次單日播放量，是2023年全球單日播放量最多的專輯，並刷新斯威夫特自身保持的Spotify最多單日播放量紀錄。該專輯也打破亚马逊音乐的單日和單週播放量紀錄。據聯眾唱片資料，該專輯全球首週銷量逾350萬专辑等价单位，是史上首週銷量第三高的女歌手專輯。該專輯在2023年的全球純銷量為280萬張，是該年度銷量第6高的專輯，也是該年度最暢銷的個人歌手專輯。該專輯的黑膠唱片銷量為140萬張，為2023年最暢銷黑膠專輯。專輯曲目曾在同一週獨佔《告示牌》全球二百大單曲榜前6名，斯威夫特為史上首次達成此紀錄的歌手。
在美國，該專輯是斯威夫特第11張銷量達50萬張的專輯，也是第6張一週內銷量逾100萬張的專輯。該專輯首週以165.3萬專輯等價單位（含135.9萬張純銷量）空降《告示牌》二百大專輯榜首，為斯威夫特第13張冠軍專輯，並較《1989》原版的首週銷量多出40萬單位。該專輯在二百大專輯榜共奪冠6週，而其第5次奪冠使斯威夫特在該榜共獲68週奪冠，超越埃爾維斯·皮禮士利並成為獲得最長奪冠週數的個人歌手。截至2024年1月，專輯純銷量逾200萬張。該專輯是Luminate自1991年統計美國音樂銷售起，首張在公曆年內黑膠唱片銷量逾100萬張的專輯。該專輯標準版的21首曲目皆進入《告示牌》百大單曲榜，其中〈真的結束了嗎？〉、〈我們再也不聯絡〉和〈蕩婦！〉獨佔前3。斯威夫特憑藉該專輯獲得第5次同時在《告示牌》百大單曲榜和二百大專輯榜奪冠的紀錄，刷新她此前創造的紀錄。
《1989 (重制版)》在歐洲多地專輯榜奪冠，如奧地利、比利時（佛兰德和瓦隆大区）、丹麥、法國、德國、義大利、荷蘭、葡萄牙、西班牙和瑞典。斯威夫特憑藉該專輯在德國獲2023年黑膠唱片銷量最高的歌手。在英國，該專輯於3天內獲14.8萬單位的銷量，刷新年度最高開售銷售週紀錄。該專輯在發行首週以18.4萬單位的銷售成績空降英國專輯排行榜首，較原版的首週銷量多出一倍以上，也是斯威夫特在該榜的第11張冠軍專輯。此外，該專輯發行首週售出6.2萬張黑膠唱片，為2023年發行首週最暢銷黑膠專輯。該專輯連續3週位居英國專輯排行榜首，為2023年獲最長連續冠軍週的專輯。該專輯以18.5萬實體銷量獲2023年度最暢銷的實體專輯。在澳洲，《1989 (重制版)》是斯威夫特在ARIA專輯榜的第12張冠軍專輯，並刷新斯威夫特生涯最佳開售週紀錄和澳排行榜史上最高黑膠銷量週紀錄。該專輯在ARIA專輯榜共獲14週冠軍，其中獲連續9週榜首，為2023年獲最長連續冠軍週的專輯。斯威夫特憑藉專輯曲目在ARIA單曲榜前10佔8，並獨佔前4名。專輯曲目在巴西有7首進入《告示牌》巴西百大單曲榜。

## 獲獎紀錄
《1989 (重制版)》獲丹麥Gaffa獎「全球年度專輯」提名和加拿大朱諾獎「全球年度專輯」提名。2024年，該專輯在Apple Music歷年百大專輯榜排名第18。

## 曲目
| 標準版   | 標準版                                | 標準版                             | 標準版                        | 標準版 |
| 曲序     | 曲目                                  | 词曲                               | 製作人                        | 时长   |
| -------- | ------------------------------------- | ---------------------------------- | ----------------------------- | ------ |
| 1.       | 歡迎光臨紐約 Welcome to New York      | 泰勒·斯威夫特 瑞恩·泰德            | 斯威夫特 泰德 诺埃尔·赞卡内拉 | 3:32   |
| 2.       | 空白 Blank Space                      | 斯威夫特 马克斯·马丁 歇爾貝克      | 斯威夫特 克里斯托弗·羅        | 3:51   |
| 3.       | Style                                 | 斯威夫特 马丁 歇爾貝克 阿里·帕亚米 | 斯威夫特 羅                   | 3:51   |
| 4.       | 不再迷惘 Out of the Woods             | 斯威夫特 杰克·安东诺夫             | 斯威夫特 安东诺夫             | 3:55   |
| 5.       | 只要你留下 All You Had to Do Was Stay | 斯威夫特 马丁                      | 斯威夫特 羅                   | 3:13   |
| 6.       | 通通甩掉 Shake It Off                 | 斯威夫特 马丁 歇爾貝克             | 斯威夫特 羅                   | 3:39   |
| 7.       | 只要你願意 I Wish You Would           | 斯威夫特 安东诺夫                  | 斯威夫特 安东诺夫             | 3:27   |
| 8.       | 壞到底 Bad Blood                      | 斯威夫特 马丁 歇爾貝克             | 斯威夫特 羅                   | 3:31   |
| 9.       | 狂野之夢 Wildest Dreams               | 斯威夫特 马丁 歇爾貝克             | 斯威夫特 羅 歇爾貝克          | 3:40   |
| 10.      | 追愛秘笈 How You Get the Girl         | 斯威夫特 马丁 歇爾貝克             | 斯威夫特 羅                   | 4:07   |
| 11.      | 这份爱 This Love                      | 斯威夫特                           | 斯威夫特 羅                   | 4:10   |
| 12.      | 秘密基地 I Know Places                | 斯威夫特 泰德                      | 斯威夫特 泰德 赞卡内拉        | 3:15   |
| 13.      | 淨空 Clean                            | 斯威夫特 伊莫珍·希普               | 斯威夫特 希普                 | 4:31   |
| 14.      | 樂園 Wonderland                       | 斯威夫特 马丁 歇爾貝克             | 斯威夫特 羅                   | 4:05   |
| 15.      | 墜入愛河 You Are in Love              | 斯威夫特 安东诺夫                  | 斯威夫特 安东诺夫             | 4:27   |
| 16.      | 新浪漫 New Romantics                  | 斯威夫特 马丁 歇爾貝克             | 斯威夫特 羅                   | 3:50   |
| 17.      | 蕩婦！ "Slut!"                        | 斯威夫特 帕特里克·伯格             | 斯威夫特 安东诺夫 伯格        | 3:00   |
| 18.      | 答應別走 Say Don't Go                 | 斯威夫特 戴安·華倫 （ 英语 ： Diane Warren）   | 斯威夫特 安东诺夫             | 4:39   |
| 19.      | 我們再也不聯絡 Now That We Don't Talk | 斯威夫特 安东诺夫                  | 斯威夫特 安东诺夫             | 2:26   |
| 20.      | 鄉野傳奇 Suburban Legends             | 斯威夫特 安东诺夫                  | 斯威夫特 安东诺夫             | 2:51   |
| 21.      | 真的結束了嗎？ Is It Over Now?        | 斯威夫特 安东诺夫                  | 斯威夫特 安东诺夫             | 3:49   |
| 总时长： | 总时长：                              | 总时长：                           | 总时长：                      | 77:49  |

| 蜜橘版 加值曲目 | 蜜橘版 加值曲目      | 蜜橘版 加值曲目   | 蜜橘版 加值曲目   | 蜜橘版 加值曲目 |
| 曲序            | 曲目                 | 词曲              | 製作人            | 时长            |
| --------------- | -------------------- | ----------------- | ----------------- | --------------- |
| 22.             | Sweeter than Fiction | 斯威夫特 安东诺夫 | 斯威夫特 安东诺夫 | 3:54            |
| 总时长：        | 总时长：             | 总时长：          | 总时长：          | 81:43           |

| 豪華版 加值曲目 | 豪華版 加值曲目                                                    | 豪華版 加值曲目        | 豪華版 加值曲目 | 豪華版 加值曲目 |
| 曲序            | 曲目                                                               | 词曲                   | 製作人          | 时长            |
| --------------- | ------------------------------------------------------------------ | ---------------------- | --------------- | --------------- |
| 22.             | 壞到底（肯德里克·拉马尔助阵） Bad Blood (featuring Kendrick Lamar) | 斯威夫特 马丁 歇爾貝克 | 斯威夫特 羅     | 3:20            |
| 总时长：        | 总时长：                                                           | 总时长：               | 总时长：        | 81:09           |

註釋
- 所有曲目都标注了“重制版”；第17至21首曲目额外标注了“私藏版”。
- 〈蕩婦！〉原音版於數位豪華版專輯限時發行。
- 歌曲中文名为环球唱片台湾的引进版官方译名[95]

## 製作團隊
音樂人
- 泰勒·斯威夫特：主唱（所有曲目）；和聲（所有曲目）；拍手（6）；心跳聲（6）
- 瑞恩·泰德：和聲、鋼琴、合成器（1、12）；原聲吉他、鼓聲編排（英语：Programming (music)）、電吉他、編排（12）
- 诺埃尔·赞卡内拉：鼓聲編排、合成器（1、12）；低音吉他、編排（12）
- 麥克·米道斯：合成器（2、3、5、6、8—10、14、16、22）；原聲吉他（2、3、5、8、10、11、14、16、22）；電吉他（2、3、16）；和聲（6）；合成器編排（9）
- 阿莫斯·赫勒：貝斯吉他（2、3、5、6、9—11、14、16）；合成貝斯（22）
- 丹·伯恩斯：鼓聲編排、合成貝斯、合成器（2、3、5、8、10、14、16、22）；編排（3）；合成器編排（9）
- 馬特·比靈斯利：鼓聲編排（2、3、5、8、10、14、16、22）；鼓聲（2、3、5、8–11、14、16、22）；打擊樂器（6、9）
- 麥克斯·伯恩斯坦：電吉他（2、3、5、10、14、16）；合成器（2、3、6—11、14、16、22）；原聲吉他（3、14、16）；合成器編排（9）
- 德瑞克·加滕：編排（2、3、5、6、8、10、14、16、22）
- 布萊恩·普魯伊特：鼓聲編排、鼓聲（2、5、10、14、16）
- 克里斯托弗·罗（英语：Chris Rowe）：和聲（2、6、8、22）；小號（6）
- 杰克·安东诺夫：編排、合成器（4、7、15、17—21）；電吉他（4、7、15、18、19）；貝斯吉他、鼓聲（4、7、15）；原聲吉他（4、18）；和聲（17、18、20、21）；美樂特朗電子琴（英语：Mellotron）、打擊樂器（18）
- 米奇·弗里登·哈特（英语：Mikey Freedom Hart）：合成器（4、7、15、18–21）；電吉他（4、7、15、18—20）；編排（4、7、15、18、19）；原聲吉他（4、15）；和聲（7）；貝斯吉他（18、19）；羅茲電鋼琴（英语：Rhodes piano）（18—20）；風琴（20）
- 伊萬·史密斯（英语：Evan Smith (musician)）：合成器（4、7、15、18—21）；編排（4、7、15、18、19）；和聲（4）；薩克斯風（18—21）；電吉他（20）
- 邁克爾·里德爾伯格（英语：Michael Riddleberger）：鼓聲、打擊樂器（4、7、15、18—21）
- 肖恩·哈奇森（英语：Sean Hutchinson）：鼓聲、打擊樂器（4、7、15、18—21）；編排（15）
- 澤姆·奧杜（英语：Zem Audu）：合成器（4、7、15、18—21）
- 馬蒂亞斯·比隆德（英语：Mattias Bylund）：合成器（6、9）；弦樂編排（9）
- 保羅·西多提：電吉他（6、10、11）；和聲（6）
- 沃伊切赫·戈拉爾：中音薩克斯風、上低音薩克斯風（英语：baritone saxophone）（6）
- 羅伯特·艾倫：和聲、拍手（6）
- 托馬斯·喬恩松：上低音薩克斯風、次中音薩克斯風（6）
- 歇爾貝克：鼓聲、音效（6）
- 勞威爾·雷諾茲：編排（6）
- 彼得·努斯·約翰森：长号、大号（6）
- 簡·比爾傑爾：小號（6）
- 馬格努斯·約翰森：小號（6）
- 大衛·布科文斯基：大提琴（9）
- 馬蒂亞斯·約翰森：小提琴（9）
- 奧利恩·梅肖爾：原聲吉他、電吉他（12）
- 伊莫珍·希普：和聲、鼓聲、卡林巴（英语：kalimba）、鍵盤、打擊樂器、編排、颤音琴（13）
- 帕特里克·伯格：貝斯吉他、電吉他、編排、合成器（17）
- 伊利亞·薩爾曼扎德（英语：Ilya Salmanzadeh）：和聲（22）
- 肯德里克·拉马尔：主唱（22）

技術人員
- ：母带
- 萊恩·史密斯：母帶（1—8、10—22）
- 塞班·加尼亞（英语：Serban Ghenea）：混音（英语：Audio mixing (recorded music)）
- 里奇·里奇：音訊工程（1、12）
- 瑞恩·泰德：音訊工程（1、12）
- 德瑞克·加滕：音訊工程、剪輯（2、3、5、6、8、10、11、14、16、22）
- 克里斯托弗·羅威：音訊工程（4、7、15）；聲音工程（1—3、5、6、8—14、22）
- 勞拉·希斯克：音訊工程（4、7、15、17—22）
- 傑克·安東諾夫：音訊工程（4、7、15、17—21）
- 大衛·哈特：音訊工程（4、7、15、18—21）
- 伊凡·史密斯：音訊工程（4、7、15、18—21）
- 邁克爾·里德爾伯格：音訊工程（4、7、15、18—21）
- 米奇·弗里登·哈特：音訊工程（4、7、15、18—21）
- 肖恩·哈奇森：音訊工程（4、7、15、18—21）
- 澤姆·奧杜：音訊工程（4、7、15、18—21）
- 奧利·雅各布斯：音訊工程（4、7、15、18）
- 勞威爾·雷諾茲：音訊工程（6）；剪輯（6、11）；音訊工程協助（11）
- 馬蒂亞斯·比隆德：音訊工程、剪輯（6、9）
- 大衛·佩恩：音訊工程（11）
- 伊莫金·希普：音訊工程（13）
- 雷·查爾斯·布朗：音訊工程（22）
- 布萊斯·博登：混音工程（1—8、10、11、22）
- 約翰·海恩斯：混音工程（9）
- 丹·伯恩斯：額外音訊工程（2、3、5、8、10、11、14、16、22）
- 傑克·曼寧：音訊工程協助（4、7、15、17—21）
- 喬恩·謝爾：音訊工程協助（4、7、15、17—21）
- 梅根·西爾：音訊工程協助（4、7、15、17—21）
- 喬伊·米勒：音訊工程協助（4、7、15）
- 約瑟夫·考德威爾：音訊工程協助（4、7、15）
- 雅各布·斯皮策：音訊工程協助（22）
- 約翰·特納：音訊工程協助（22）

## 排行榜
| 排行榜（2023年）                          | 最高 排名 |
| ----------------------------------------- | --------- |
| 阿根廷（CAPIF專輯榜）                     | 1         |
| 澳大利亞（ARIA專輯榜）                    | 1         |
| 奧地利（奧地利Ö3專輯榜）                  | 1         |
| 比利時法蘭德斯（Ultratop專輯榜）          | 1         |
| 比利時瓦隆（Ultratop專輯榜）              | 1         |
| 加拿大（《告示牌》Canadian Albums Chart） | 1         |
| 克羅埃西亞（HDU全球專輯榜）               | 1         |
| 捷克（ČNS IFPI專輯榜）                    | 2         |
| 丹麥（Hitlisten專輯榜）                   | 1         |
| 荷蘭（MegaCharts專輯榜）                  | 1         |
| 芬兰（Suomen virallinen lista專輯榜）     | 2         |
| 法國（SNEP專輯榜）                        | 1         |
| 德國（Offizielle Top 100專輯榜）          | 1         |
| 匈牙利（MAHASZ專輯榜）                    | 2         |
| 冰島（Plötutíðindi專輯榜）                | 2         |
| 愛爾蘭（IRMA專輯榜）                      | 1         |
| 義大利（FIMI專輯榜）                      | 1         |
| 日本（Oricon專輯榜）                      | 11        |
| 日本（Oricon專輯合算榜）                  | 13        |
| 日本（Billboard Japan Hot Albums）        | 12        |
| 立陶宛（AGATA專輯榜）                     | 2         |
| 紐西蘭（RMNZ專輯榜）                      | 1         |
| 挪威（VG-lista專輯榜）                    | 1         |
| 波蘭（ZPAV專輯榜）                        | 2         |
| 葡萄牙（AFP專輯榜）                       | 1         |
| 蘇格蘭（OCC專輯榜）                       | 1         |
| 斯洛伐克（ČNS IFPI專輯榜）                | 2         |
| 西班牙（PROMUSICAE專輯榜）                | 1         |
| 瑞典（Sverigetopplistan專輯榜）           | 1         |
| 英國（OCC專輯榜）                         | 1         |
| 美国（《告示牌》200）                     | 1         |

| 排行榜（2023年）                 | 排名 |
| -------------------------------- | ---- |
| 澳大利亞（ARIA專輯榜）           | 1    |
| 奧地利（奧地利Ö3專輯榜）         | 4    |
| 比利時法蘭德斯（Ultratop專輯榜） | 7    |
| 比利時瓦隆（Ultratop專輯榜）     | 54   |
| 丹麥（Hitlisten專輯榜）          | 71   |
| 荷蘭（MegaCharts專輯榜）         | 7    |
| 法國（SNEP專輯榜）               | 40   |
| 德國（Offizielle Top 100專輯榜） | 5    |
| 匈牙利（MAHASZ專輯榜）           | 22   |
| 義大利（FIMI專輯榜）             | 55   |
| 紐西蘭（RMNZ專輯榜）             | 6    |
| 波蘭（ZPAV專輯榜）               | 77   |
| 西班牙（PROMUSICAE專輯榜）       | 8    |
| 英國（OCC專輯榜）                | 3    |

## 銷量認證
| 地區                               | 认证    | 认证单位/销量 |
| ---------------------------------- | ------- | ------------- |
| 澳大利亚（澳大利亚唱片业协会）     | 2× 白金 | 140,000‡      |
| 奥地利（國際唱片業協會奧地利分會） | 金      | 7,500‡        |
| 丹麦（國際唱片業協會丹麥分會）     | 金      | 10,000‡       |
| 法国（法國唱片出版業公會）         | 白金    | 100,000‡      |
| 德国（聯邦音樂產業協會）           | 金      | 75,000‡       |
| 意大利（意大利音乐产业联盟）       | 金      | 25,000‡       |
| 新西兰（新西兰唱片音乐协会）       | 2× 白金 | 30,000‡       |
| 波兰（波蘭音像製造商協會）         | 白金    | 20,000‡       |
| 葡萄牙（葡萄牙唱片業協會）         | 金      | 3,500‡        |
| 西班牙（西班牙音樂製作協會）       | 白金    | 40,000‡       |
| 英国（英国唱片业协会）             | 白金    | 300,000‡      |
| ‡僅含認證的+實際銷量               |         |               |

## 發行歷史
| 地區 | 日期           | 格式                                   | 版本                    | 廠牌 | 參考資料 |
| ---- | -------------- | -------------------------------------- | ----------------------- | ---- | -------- |
| 多地 | 2023年10月27日 | 卡式录音带 CD 數位下載 流媒体 黑膠唱片 | 標準版                  | 聯眾 | [ 151 ]  |
| 多地 | 2023年10月27日 | 黑膠唱片                               | 柑橘色版                | 聯眾 | [ 152 ]  |
| 多地 | 2023年10月27日 | 數位下載 流媒体                        | 豪華版                  | 聯眾 | [ 52 ]   |
| 多地 | 2023年11月9日  | 數位下載                               | 豪華版+〈蕩婦！〉原音版 | 聯眾 | [ 153 ]  |

### 引用
1. ↑  Vinson, Christina. . Taste of Country. 2014-09-08  [2020-08-07]. （原始内容存档于2020-06-30）.
2. ↑  McNutt 2020，第78頁.
3. ↑  . BBC News. 2017-06-09  [2017-06-09]. （原始内容存档于2017-06-09）.
4. ↑  Unterberger, Andrew. . Billboard. 2018-07-06  [2020-10-11]. （原始内容存档于2018-07-07）.
5. ↑  Lynch, Joe. . Billboard. 2016-02-19  [2016-03-01]. （原始内容存档于2016-03-01）.
6. ↑  Willman, Chris. . Variety. 2018-08-27  [2023-05-06]. （原始内容存档于2018-08-29）.
7. ↑  Christman, Ed. . Billboard. 2019-06-30  [2023-05-06]. （原始内容存档于2021-02-13）.
8. ↑  Grady, Constance. . Vox. 2019-07-01  [2023-05-06]. （原始内容存档于2020-02-11）.
9. ↑  . BBC News. 2019-08-22  [2023-05-06]. （原始内容存档于2019-08-22）.
10. ↑  Aswad, Jem. . Variety. 2019-08-22  [2023-05-06]. （原始内容存档于2020-11-08）.
11. ↑  Willman, Chris. . Variety. 2021-04-20  [2023-05-06]. （原始内容存档于2021-04-21）.
12. ↑  Caulfield, Keith. . Billboard. 2021-11-21  [2023-05-06]. （原始内容存档于2021-11-23）.
13. ↑  Sisario, Ben. . The New York Times. 2023-07-17  [2023-08-10]. （原始内容存档于2023-08-04）.
14. ↑  Speakman, Kimberlee. . Forbes. 2021-09-17  [2023-08-10]. （原始内容存档于2023-08-10）.
15. ↑  Willman, Chris. . Variety. 2022-05-05  [2022-05-05]. （原始内容存档于2022-05-05）.
16. ↑  Aniftos, Rania. . Billboard. 2022-07-29  [2023-08-10]. （原始内容存档于2022-12-16）.
17. ↑  Lasimone, Ashley. . Billboard. 2023-10-15  [2023-10-28]. （原始内容存档于2023-10-28）.
18. ↑  Yahr, Emily. . The Washington Post. 2023-08-10  [2023-12-04].
19. ↑  Huff, Lauren. . Entertainment Weekly. 2023-08-10  [2023-10-28]. （原始内容存档于2023-08-29）.
20. ↑  Willman, Chris; Jackson, Angelique. . Variety. 2023-08-09  [2023-08-10]. （原始内容存档于2023-08-10）.
21. ↑  Caulfield, Keith. . Billboard. 2023-10-28  [2023-10-29]. （原始内容存档于2023-10-28）.
22. ↑  Strauss, Matthew. . Pitchfork. 2023-10-27  [2023-10-31]. （原始内容存档于2023-10-30）.
23. ↑  Peters, Mitchell. . Billboard. 2023-10-29  [2023-10-31]. （原始内容存档于2023-10-30）.
24. ↑  Taylor Swift.  (Compact disc liner notes). Republic Records. 2023.
25. ↑  Spanos, Brittany. . Rolling Stone. 2023-10-27  [2023-10-29]. （原始内容存档于2023-10-29）.
26. 1 2 3 4 5 6 7 8  Aroesti, Rachel. . The Guardian. 2023-10-27  [2023-10-27]. （原始内容存档于2023-10-27）.
27. 1 2 3 4 5 6  McCormick, Neil. . The Daily Telegraph. 2023-10-27  [2023-10-27]. （原始内容存档于2023-10-27）.
28. 1 2 3 4  Geraghty, Hollie. . NME. 2023-10-27  [2023-10-27]. （原始内容存档于2023-10-27）.
29. 1 2 3 4  White, Adam. . The Independent. 2023-10-27  [2023-10-27]. （原始内容存档于2023-10-27）.
30. 1 2 3 4 5  Barnes, Kelsey. . The Line of Best Fit（英语：The Line of Best Fit）. 2023-10-27  [2023-10-27]. （原始内容存档于2023-10-27）.
31. 1 2 3 4 5 6 7  Berry, Alex. . Clash. 2023-10-27  [2023-10-27]. （原始内容存档于2023-10-27）.
32. 1 2 3  Keefe, Jonathan. . Slant Magazine. 2023-10-30  [2023-10-31]. （原始内容存档于2023-10-31）.
33. 1 2 3 4  Hopper, Alex. . 美國詞曲作家. 2023-10-27  [2023-10-29]. （原始内容存档于2023-10-28）.
34. 1 2 3 4 5  Lipshutz, Jason. . Billboard. 2023-10-27  [2023-10-29]. （原始内容存档于2023-10-29）.
35. 1 2 3  Thomas, Fred. . AllMusic. 2023-10-27  [2023-11-03]. （原始内容存档于2023-11-03）.
36. ↑  Willman, Chris. . Variety. 2023-10-27  [2023-10-29]. （原始内容存档于2023-10-29）.
37. 1 2 3 4 5 6  Martoccio, Angie. . Rolling Stone. 2023-10-27  [2023-10-27]. （原始内容存档于2023-10-27）.
38. ↑  Yahr, Emily. . The Washington Post. 2023-10-27  [2023-10-27]. （原始内容存档于2023-10-30）.
39. 1 2 3  Wood, Mikael. . Los Angeles Times. 2023-10-27  [2023-10-28]. （原始内容存档于2023-10-28）.
40. 1 2  Nelson, Jeff. . People. 2023-10-27  [2023-10-29]. （原始内容存档于2023-10-29）.
41. ↑  Ahlgrim, Callie. . Insider.   [2023-10-29]. （原始内容存档于2023-10-30）.
42. 1 2 3  Braaten, Elizabeth. . Paste. 2023-10-30  [2023-11-02]. （原始内容存档于2023-11-02）.
43. ↑  Kubota, Samantha; Eley, Amy; Capadonna, Bryanna. . Today. 2023-09-20  [2023-09-20]. （原始内容存档于2023-09-20）.
44. ↑  Hassan, Jennifer. . The Washington Post. 2023-09-20  [2023-09-21]. （原始内容存档于2023-09-20）.
45. ↑  Saguid, Madeleen. . The Philippine Star. 2023-09-20  [2023-11-17]. （原始内容存档于2023-11-17）.
46. ↑  Denis, Kyle. . Billboard. 2023-09-20  [2023-11-17]. （原始内容存档于2023-11-17）.
47. ↑  . Billboard Brasil. 2023-09-20  [2023-09-20]. （原始内容存档于2023-09-21） （巴西葡萄牙语）.
48. ↑  Knight, Kathryn. . Capital. 2023-09-20  [2023-09-20]. （原始内容存档于2023-09-21）.
49. ↑  Madani, Doha. . NBC News. 2023-09-19  [2023-09-20]. （原始内容存档于2023-09-20）.
50. 1 2  Sisario, Ben. . The New York Times. 2023-11-06  [2023-11-16]. （原始内容存档于2023-11-16）.
51. 1 2  Unterberger, Andrew. . Billboard. 2023-11-02  [2023-12-01]. （原始内容存档于2023-11-07）.
52. 1 2  Shafer, Ellise. . Variety. 2023-10-27  [2023-10-27]. （原始内容存档于2023-10-27）.
53. ↑  Harrison, Scoop. . Consequence. 2023-10-27  [2023-10-27]. （原始内容存档于2023-10-27）.
54. ↑  专辑实体版变体译名：. 享乐音乐商城.   [2024-07-20]. （原始内容存档于2024-07-20）.
55. ↑  《1989 (重制版)》CD豪華版：
  - . Taylor Swift Official Store.   [2023-08-16]. （原始内容存档于2023-08-10）.
  - . Taylor Swift Official Store.   [2023-08-16]. （原始内容存档于2023-08-10）.
  - . Taylor Swift Official Store.   [2023-08-16]. （原始内容存档于2023-08-10）.
  - . Taylor Swift Official Store.   [2023-08-16]. （原始内容存档于2023-08-10）.
56. ↑  Gibson, Kelsie. . People. 2023-09-20  [2023-11-21]. （原始内容存档于2023-11-04）.
57. ↑  Hudson, Alex; Bell, Kaelen; LaPierre, Megan. . Exclaim!. 2023-12-14  [2024-04-03]. （原始内容存档于2024-12-19）.
58. ↑  Mancabelli, Alice. . EarOne. 2023-10-27  [2023-10-27]. （原始内容存档于2023-10-27） （意大利语）.
59. ↑  . Hits. 2023-10-31  [2023-11-01]. （原始内容存档于2023-11-01）.
60. ↑  Trust, Gary. . Billboard. 2023-11-13  [2023-11-13]. （原始内容存档于2023-11-13）.
61. 1 2  . AnyDecentMusic?.   [2023-10-20]. （原始内容存档于2023-10-29）.
62. 1 2  . Metacritic.   [2023-10-30]. （原始内容存档于2023-10-27）.
63. 1 2 3  D'Souza, Shaad. . Pitchfork. 2023-10-30  [2023-10-30]. （原始内容存档于2023-10-30）.
64. 1 2  Hodgkinson, Will. . The Times. 2023-10-27  [2023-10-27]. （原始内容存档于2023-10-27）.
65. ↑  Hunter-Tilney, Ludovic. . Financial Times. 2023-10-27  [2023-10-27]. （原始内容存档于2023-10-27）.
66. 1 2  Power, Ed. . i. 2023-10-27  [2023-10-27]. （原始内容存档于2023-10-27）.
67. ↑  Sutherland, Mark. . Rolling Stone UK. 2023-10-27  [2023-10-29]. （原始内容存档于2023-10-29）.
68. ↑  Unterberger, Andrew. . Billboard. 2023-12-15  [2023-12-16]. （原始内容存档于2023-12-15）.
69. ↑  Ingham, Tim. . Music Business Worldwide. 2023-11-06  [2023-11-17]. （原始内容存档于2023-11-17）.
70. ↑  Willman, Chris. . Variety. 2023-10-28  [2023-10-29]. （原始内容存档于2023-10-29）.
71. ↑  . Hits.   [2023-11-04]. （原始内容存档于2023-11-04）.
72. ↑  . International Federation of the Phonographic Industry. 2024-03-28  [2024-03-28]. （原始内容存档于2024-03-28）.
73. 1 2  Trust, Gary. . Billboard. 2023-11-06  [2023-11-06]. （原始内容存档于2023-11-14）.
74. ↑  Caulfield, Keith. . Billboard. 2023-11-01  [2023-11-01]. （原始内容存档于2023-10-28）.
75. ↑  Caulfield, Keith. . Billboard. 2023-11-05  [2023-11-05]. （原始内容存档于2023-11-05）.
76. ↑  Caulfield, Keith. . Billboard. 2024-01-07  [2024-01-08]. （原始内容存档于2024-01-07）.
77. ↑  Caulfield, Keith. . Billboard. 2023-12-31  [2024-01-01]. （原始内容存档于2024-01-19）.
78. ↑  Caulfield, Keith. . Billboard. 2024-01-18  [2024-01-19]. （原始内容存档于2024-01-18）.
79. ↑  Caulfield, Keith. . Billboard. 2024-01-10  [2024-01-12]. （原始内容存档于2024-01-10）.
80. ↑  Zellner, Xander. . Billboard. 2023-11-06  [2023-11-06]. （原始内容存档于2023-11-06）.
81. 1 2  "Taylor Swift – 1989 (Taylor's Version)". Australiancharts.com. Hung Medien.
82. ↑  . GfK Entertainment Charts. 2023-12-13  [2023-12-22]. （原始内容存档于2023-12-22） （de-de）.
83. ↑  Griffiths, George. . Official Charts Company. 2023-10-30  [2023-10-31]. （原始内容存档于2023-10-30）.
84. ↑  Griffiths, George. . Official Charts Company. 2023-11-03  [2023-11-03]. （原始内容存档于2023-11-03）.
85. ↑  Griffiths, George. . Official Charts Company. 2024-01-03  [2024-01-11]. （原始内容存档于2024-01-08）.
86. 1 2  Brandle, Lars. . Billboard. 2023-11-03  [2023-11-03]. （原始内容存档于2023-11-03）.
87. ↑  . Australian Recording Industry Association. 2024-02-09  [2024-02-09]. （原始内容存档于2024-02-09）.
88. ↑  Brandle, Lars. . Billboard. 2023-12-29  [2023-12-29]. （原始内容存档于2023-12-29）.
89. ↑  Pacilio, Isabela.  [Taylor lands 7 songs on the Brazil Hot 100 and is one of the most listened-to artists in the country]. Billboard Brasil. 2023-11-07  [2024-05-28]. （原始内容存档于2023-12-04） （巴西葡萄牙语）.
90. ↑   [GAFFA Awards 2024 – the nominees are]. Gaffa.   [2024-03-02]. （原始内容存档于2024-03-02） （丹麦语）.
91. ↑  Vlessing, Etan. . The Hollywood Reporter. 2024-02-06  [2024-03-02]. （原始内容存档于2024-03-02）.
92. ↑  Cohen, Ben. . The Wall Street Journal. 2024-05-24  [2024-05-27]. （原始内容存档于2024-07-12）.
93. ↑  Kaplan, Ilana. . People. 2023-09-20  [2023-09-20]. （原始内容存档于2023-09-20）.
94. ↑  . Target.   [2023-09-13]. （原始内容存档于2023-09-21） （英语）.
95. ↑  . 台灣環球音樂. 2023-11-10  [2024-07-19]. （原始内容存档于2024-07-19）.
96. ↑  . Diario de Cultura. Argentine Chamber of Phonograms and Videograms Producers.   [2023-12-07]. （原始内容存档于2023-12-07）.
97. ↑  "Taylor Swift - 1989 (Taylor's Version)" (in German). Austriancharts.at. Hung Medien.
98. ↑  "Taylor Swift – 1989 (Taylor's Version)" (in Dutch). Ultratop.be. Hung Medien.
99. ↑  "Taylor Swift – 1989 (Taylor's Version)" (in French). Ultratop.be. Hung Medien.
100. ↑  "Taylor Swift Chart History (Canadian Albums)". Billboard.  Retrieved 2023-11-07.
101. ↑  . HDU. November 2023  [2023-11-18]. （原始内容存档于2023-11-18） （克罗地亚语）.
102. ↑  . ČNS IFPI.   [2024-07-02]. （原始内容存档于2024-07-02） （捷克语）.
103. ↑  "Danishcharts.dk – Taylor Swift – 1989 (Taylor's Version)". Hung Medien.  Retrieved 2023-11-08.
104. ↑  "Taylor Swift – 1989 (Taylor's Version)" (in Dutch). Dutchcharts.nl. Hung Medien.
105. ↑  . Musiikkituottajat.   [2023-11-04]. （原始内容存档于2023-11-03） （芬兰语）.
106. ↑  "Taylor Swift – 1989 (Taylor's Version)". Lescharts.com. Hung Medien.
107. ↑  "Offiziellecharts.de – Taylor Swift – 1989 (Taylor's Version)" (in German). GfK Entertainment Charts.
108. ↑  "Archívum – Slágerlisták – MAHASZ – Magyar Hangfelvétel-kiadók Szövetsége". Mahasz.hu. LightMedia.
109. ↑   [The Music – Albums – Week 44 – 2023]. Plötutíðindi.   [2023-11-07]. （原始内容存档于2023-11-07） （冰岛语）.
110. ↑  "Official Irish Albums Chart Top 50". Official Charts Company.  2023-11-03.
111. ↑  "Taylor Swift – 1989 (Taylor's Version)". Italiancharts.com. Hung Medien.
112. ↑  "Oricon Top 50 Albums: 2023-11-06/p/2" (in Japanese). Oricon.  Retrieved 2023-11-01.
113. ↑  . Oricon.   [2023-11-03]. （原始内容存档于2023-11-03） （日语）.
114. ↑  . Billboard Japan.   [2023-11-01]. （原始内容存档于2023-11-01） （日语）.
115. ↑  . AGATA. 2023-11-03  [2023-11-03]. （原始内容存档于2023-11-03） （立陶宛语）.
116. ↑  "Charts.nz – Taylor Swift – 1989 (Taylor's Version)". Hung Medien.  Retrieved 2023-11-04.
117. ↑  "Taylor Swift – 1989 (Taylor's Version)". Norwegiancharts.com. Hung Medien.
118. ↑  . ZPAV.   [2023-11-15]. （原始内容存档于2023-11-15） （波兰语）. 在「zmień zakres od–do:」修改日期至「27.10.2023–02.11.2023」
119. ↑  "Taylor Swift – 1989 (Taylor's Version)". Portuguesecharts.com. Hung Medien.
120. ↑  "Official Scottish Albums Chart Top 100". Official Charts Company.  Retrieved 2023-11-04.
121. ↑  . ČNS IFPI.   [2023-11-07]. （原始内容存档于2023-11-07） （捷克语）.
122. ↑  "Taylor Swift – 1989 (Taylor's Version)". Spanishcharts.com. Hung Medien.
123. ↑  "Taylor Swift – 1989 (Taylor's Version)". Swedishcharts.com. Hung Medien.
124. ↑  "Official Albums Chart Top 100". Official Charts Company.  Retrieved 2023-11-03.
125. ↑  "Taylor Swift Chart History (Billboard 200)". Billboard.  Retrieved 2023-11-05.
126. ↑  . Australian Recording Industry Association.   [2024-01-12]. （原始内容存档于2024-01-12）.
127. ↑  . Ö3 Austria Top 40. 2019-11-08  [2023-12-28]. （原始内容存档于2023-12-28） （德语）.
128. ↑  . Ultratop.   [2024-01-07]. （原始内容存档于2024-01-07） （荷兰语）.
129. ↑  . Ultratop.   [2024-01-07]. （原始内容存档于2024-01-07） （法语）.
130. ↑  . Hitlisten.   [2024-01-13]. （原始内容存档于2024-01-11）.
131. ↑  . dutchcharts.nl.   [2024-01-03]. （原始内容存档于2024-01-02） （荷兰语）.
132. ↑  . SNEP. 2024-01-08  [2024-01-13]. （原始内容存档于2024-01-11） （法语）.
133. ↑  . GfK Entertainment charts.   [2023-12-10]. （原始内容存档于2023-12-10） （德语）.
134. ↑  . MAHASZ.   [2024-01-25]. （原始内容存档于2024-01-25） （匈牙利语）.
135. ↑  . Federazione Industria Musicale Italiana.   [2024-01-07]. （原始内容存档于2020-06-10） （意大利语）.
136. ↑  . Recorded Music NZ.   [2023-12-22]. （原始内容存档于2023-12-21）.
137. ↑   (PDF). OLiS. Polish Society of the Phonographic Industry.   [2024-02-16]. （原始内容存档 (PDF)于2024-02-16） （波兰语）.
138. ↑  . El portal de Música. Promusicae.   [2024-01-20]. （原始内容存档于2024-01-19）.
139. ↑  . Official Charts Company.   [2024-01-03]. （原始内容存档于2024-01-27）.
140. ↑  . Australian Recording Industry Association. 29 April 2024  [2024-04-28] （英语）.
141. ↑  . IFPI Austria.   [2024-05-30] （德语）.
142. ↑  . IFPI Danmark.   [2024-01-04] （丹麦语）.
143. ↑  . Syndicat National de l'Édition Phonographique.   [2024-05-21] （法语）.
144. ↑  . Bundesverband Musikindustrie.   [2024-01-31] （德语）.
145. ↑  . Federazione Industria Musicale Italiana.   [2023-11-27] （意大利语）.
146. ↑  . Recorded Music NZ.   [June 21, 2024] （英语）.
147. ↑  . Polish Society of the Phonographic Industry.   [2024-04-17] （波兰语）. 点击“TYTUŁ”并在搜索框输入“1989 (Taylor's Version)”。
148. ↑   (PDF). Associação Fonográfica Portuguesa.   [2024-05-07] （葡萄牙语）.
149. ↑  . El portal de Música. Productores de Música de España.   [2024-01-08] （西班牙语）.
150. ↑  . British Phonographic Industry.   [2024-01-05] （英语）.
151. ↑  《1989 (重制版)》發行格式：
  - . Taylor Swift Official Store.   [2024-04-24]. （原始内容存档于2023-08-10）.
  - . Taylor Swift Official Store.   [2024-04-24]. （原始内容存档于2023-08-10）.
  - . Taylor Swift Official Store.   [2024-04-24]. （原始内容存档于2023-08-10）.
  - . Taylor Swift Official Store.   [2024-04-24]. （原始内容存档于2023-08-10）.
152. ↑  . Target.   [2023-09-13]. （原始内容存档于2023-09-13）.
153. ↑  . Taylor Swift Official Store.   [2023-11-09]. （原始内容存档于2023-11-09）.

### 文獻
- McNutt, Myles. . Communication, Culture and Critique（英语：Communication, Culture and Critique）. 2020, 13 (1): 72–91. doi:10.1093/ccc/tcz042.